# Roc del Miqueló
El Roc del Miqueló és una roca situada en el terme municipal de Conca de Dalt, dins de l'antic terme d'Hortoneda de la Conca, al Pallars Jussà, en l'àmbit de l'antiha caseria dels Masos de la Coma.
És a ponent de la Coma d'Orient, al sud-oest dels Masos de la Coma. Es troba a l'oest del Clot del Miqueló, al nord de la Serra de Palles.